# Resolução 67 do Conselho de Segurança das Nações Unidas
Resolução 67 do Conselho de Segurança das Nações Unidas, aprovada em 28 de janeiro de 1949, considerou que as ambas as partes no conflito da Indonésia continuaram a aderir aos princípios do Acordo Renville, o Conselho apelou para os Países Baixos para interromper imediatamente todas as operações militares e sobre a República da Indonésia para ordenar seus partidários armados para cessar a guerra de guerrilha e para ambas as partes cooperassem na restauração da paz e a manutenção da ordem pública em toda a área. O Conselho apelou ainda aos Países Baixos em libertar todos os presos políticos detidos desde 17 de dezembro de 1948, e facilitar o retorno imediato dos funcionários do Governo da República da Indonésia para Yogyakarta e ter recursos para a eles e tais instalações que possam ser razoavelmente exigidos por esse Governo para o seu funcionamento eficaz nessa área.
A resolução, em seguida, pediu a criação dos Estados Unidos da Indonésia em que as eleições para os constituintes para uma assembleia constituinte seria concluída em outubro de 1949 e para os quais os Países Baixos iriam transferir a soberania da Indonésia para até julho de 1950. Para esse efeito, o Conselho renomeado a Comissão de Bons Ofícios para à Comissão das Nações Unidas para a Indonésia e se encarregou de todas as obrigações da antiga Comissão, bem como a observação de eleições e garantir a liberdade de reunião, expressão e de publicação junto com supervisão da transferência de partes da Indonésia ao Governo republicano e emitir relatórios periódicos à Conselho.
Foi votado em partes, nenhum voto foi tomado no texto como um todo.